# Dramakomedi
Dramakomedi är en genre inom teater, film och TV, som kombinerar humor med seriöst innehåll.
En relaterad, äldre term är tragikomedi, som syftar på ett skådespel där tragedins och komedins innehåll kombineras; bland annat kan det handla om en tragedi med lyckligt slut eller en komedi med tragiskt slut. En svensk variant av begreppet är sorglustspel. Dessa båda ord har gett de båda adjektiven tragikomisk och sorglustig, som i svenska språket ofta används i överförd betydelse om företeelser utan koppling till teater eller film.

## Exempel på dramakomedier

### Filmer
- Forrest Gump
- The Truman Show
- Catch Me If You Can
- Patrik 1,5

### TV
- Avatar: Legenden om Aang
- Solsidan (TV-serie)
- Kvarteret Skatan
- Bonusfamiljen